# Daniel Trojanowski
Daniel Dawid Trojanowski (ur. 24 lipca 1982 w Brodnicy) – polski wioślarz (sternik), czterokrotny olimpijczyk (Ateny 2004, Pekin 2008, Londyn 2012, Rio de Janeiro 2016), mistrz świata w dwójce ze sternikiem (2007), mistrz świata juniorów w ósemce ze sternikiem (1999), brązowy medalista Mistrzostw Świata Seniorów w ósemce ze sternikiem (2014), reprezentuje klub Zawisza Bydgoszcz.
Jest żołnierzem Wojska Polskiego w stopniu starszego szeregowego.
W 2009 za osiągnięcia sportowe został odznaczony Złotym Krzyżem Zasługi.

## Osiągnięcia

### Igrzyska olimpijskie
- 8. miejsce – ósemka (Ateny 2004)
- 5. miejsce – ósemka (Pekin 2008)
- 7. miejsce – ósemka (Londyn 2012)
- 5. miejsce – ósemka (Rio 2016)

### Mistrzostwa świata
- 12. miejsce – ósemka (Lucerna 2001)
- 11. miejsce – ósemka (Sewilla 2002)
- 8. miejsce – ósemka (Mediolan 2003)
- 5. miejsce – ósemka (Gifu 2003)
- 6. miejsce – ósemka (Eton 2006)
- 1. miejsce – dwójka ze sternikiem (Monachium 2007)
- 5. miejsce – ósemka (Monachium 2007)
- 4. miejsce – ósemka (Poznań 2009)
- 8. miejsce – ósemka (Hamilton 2010)
- 4. miejsce – ósemka (Chungju 2013)
- 3. miejsce – ósemka (Amsterdam 2014)

### Mistrzostwa Europy
- 2. miejsce – ósemka (Poznań 2007)
- 3. miejsce – ósemka (Ateny 2008)
- 1. miejsce – ósemka (Brześć 2009)
- 2. miejsce – ósemka (Montemor-o-Velho 2010)
- 1. miejsce – ósemka (Płowdiw 2011)
- 1. miejsce – ósemka (Varese 2012)
- 2. miejsce – ósemka (Sewilla 2013)
- 2. miejsce – ósemka (Račice 2017)

### Puchar Świata
- 2. miejsce – ósemka (Wiedeń 2001, Monachium 2007)
- 3. miejsce – ósemka (Lucerna 2005, Lucerna 2007, Poznań 2008)
- 4. miejsce – ósemka (Poznań 2007)
- 5. miejsce – ósemka (Monachium 2005)
- 6. miejsce – ósemka (Hazewinkel 2002, Eton 2005, Amsterdam 2007, Lucerna 2008)
- 7. miejsce – ósemka (Poznań 2004)
- 8. miejsce – ósemka (Mediolan 2003)
- 9. miejsce – ósemka (Lucerna 2002, Lucerna 2007)
- 11. miejsce – ósemka (Lucerna 2003, Linz 2007)

### Młodzieżowe mistrzostwa świata
- 3. miejsce – ósemka (2001)
- 7. miejsce – ósemka (2002)

### Mistrzostwa świata juniorów
- 1. miejsce – ósemka (1999)
- 4. miejsce – czwórka ze sternikiem (1999)
- 5. miejsce – ósemka (2000)

### Mistrzostwa Polski
- 2. miejsce – ósemka (2003)
- 3. miejsce – ósemka (2004)
- 3. miejsce – czwórka ze sternikiem (2005)
- 3. miejsce – dwójka ze sternikiem (2006)
- 1. miejsce – dwójka ze sternikiem (2014)